# ソテロ・アラングレン
ソテロ・アラングレン・ラバイル（スペイン語: Sotero Aranguren Labairu、1894年5月7日 - 1922年2月26日）は、アルゼンチンのブエノスアイレス出身の元サッカー選手。現役時代のポジションはMF（左ウィンガー）。

## 経歴
1894年、ブエノスアイレスにて生まれ、兄のエウロヒオと共にマドリードFC（現レアル・マドリード）に所属した。1911年から1918年までプレーし、レアル・マドリード最初のスター選手となった。1912年3月3日には、アラングレンが当日の試合に間に合わず、急遽サンティアゴ・ベルナベウがプレーしたというエピソードがある。マドリードFC退団後の1922年、サン・セバスティアンにて死去。
レアル・マドリードの守り神とされており、トップチームのロッカールームには同時期にプレーしたアラングレンとアルベルト・マチンバレーナの銅像が置かれている。

## 獲得タイトル
- コパ・デル・レイ : 1917
- マドリード州選手権 : 1912-13, 1915–16, 1916–17